# Yélî Dnye
Yélî Dnye är det huvudsakliga språket på ön Rossel. Yélî Dnye har 3750 talare (1998), varav 400 enspråkiga. Språket uppges vara ett Yele-West New Britainspråk av Ethnologue, men är enligt Stephen Levinson (2006) ett isolatspråk. Språket lärs i skolor.
Bibeln har översatts till språket.
Yélî Dnye har en ganska fri ordföljd, men har en tendens till ordningen subjekt–objekt–verb.

## Fonologi
Yélî Dnye har en mycket komplex ljudlära, med 90 fonem. Den har vissa ljud som antagligen inte förekommer i några andra språk. Språket har fem främre vokaler, fyra bakre vokaler och två mellanvokaler, som dessutom kan variera i längd och vara nasala. Yélî Dnye har inga konsonantklustrar.